# ラシュタット

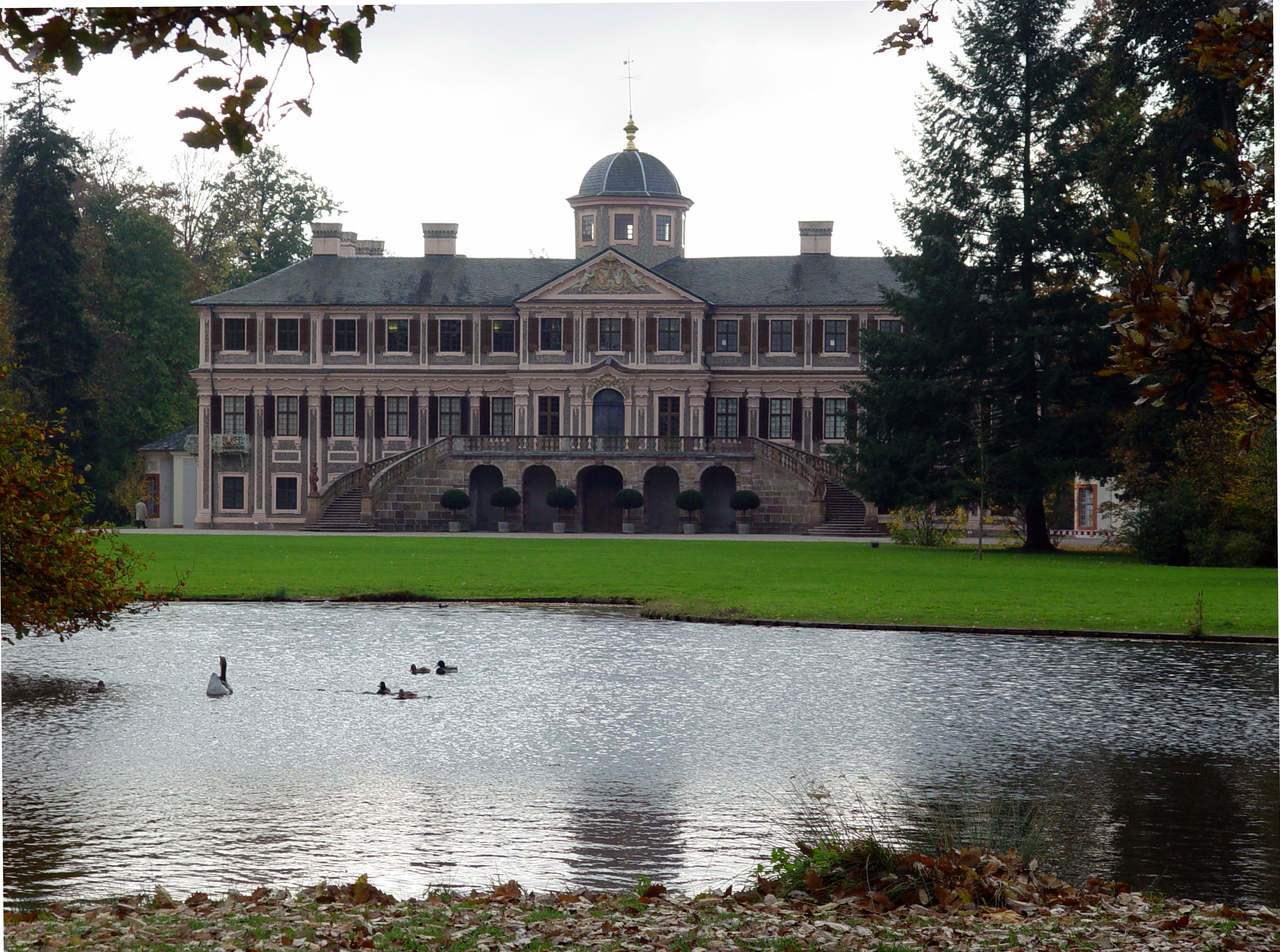
城

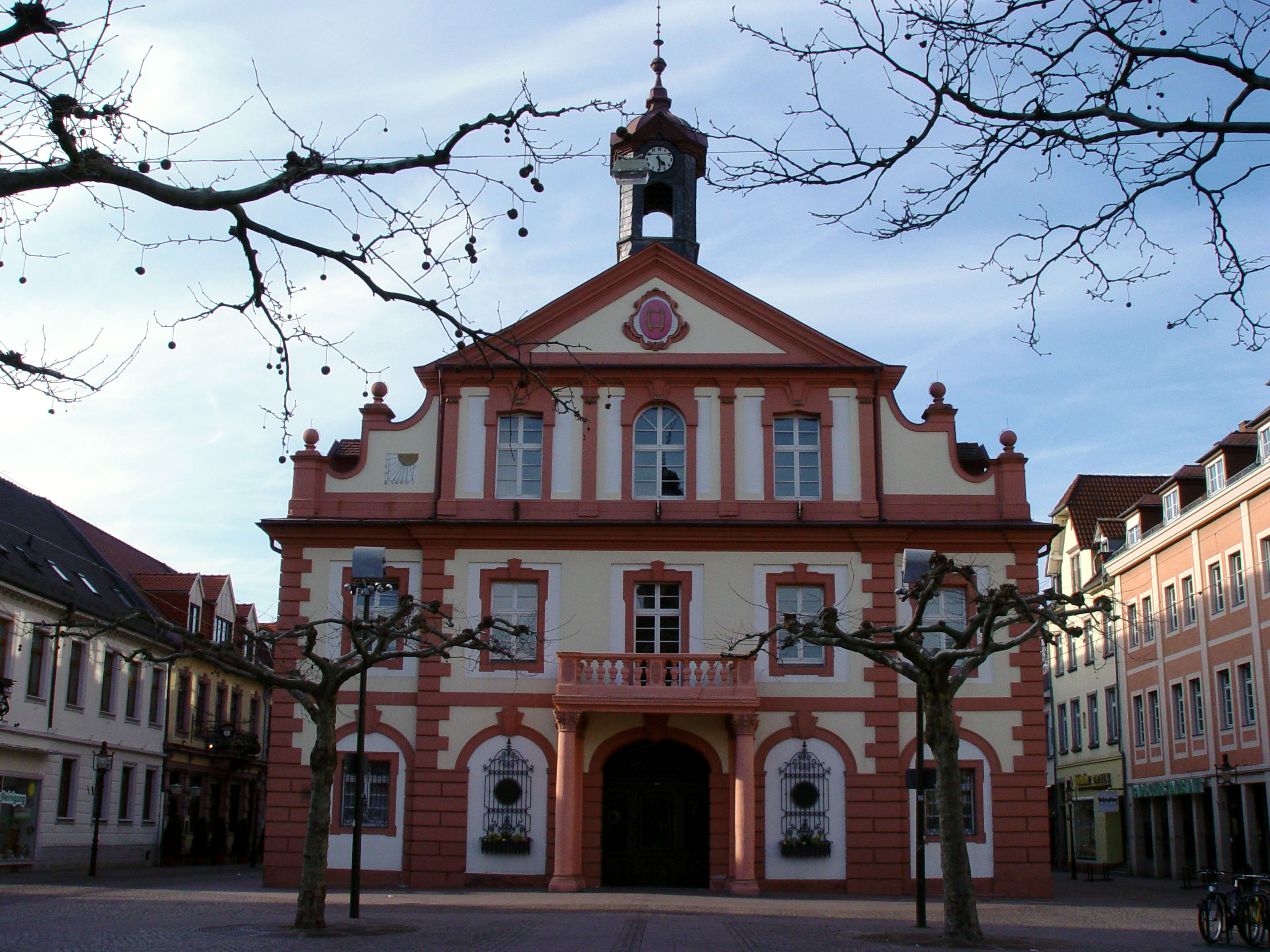
市庁舎

ラシュタット（Rastatt）はドイツ連邦共和国の都市。バーデン＝ヴュルテンベルク州のカールスルーエ行政管区に属する。ラシュタット郡の郡都。人口は約4万7千人（2005年）。

## 地勢
ムルグ川沿いに位置する。近隣の都市としては、約10キロ南のバーデン＝バーデン、20キロ北東のカールスルーエ、45キロ南西にはフランスのストラスブール（シュトラースブルク）が挙げられる。

## 歴史
11世紀後半、「Rasteten」という表記で文献に現れる。当初は小さな集落があった程度で、17世紀末には大同盟戦争（プファルツ継承戦争）によって荒廃した。

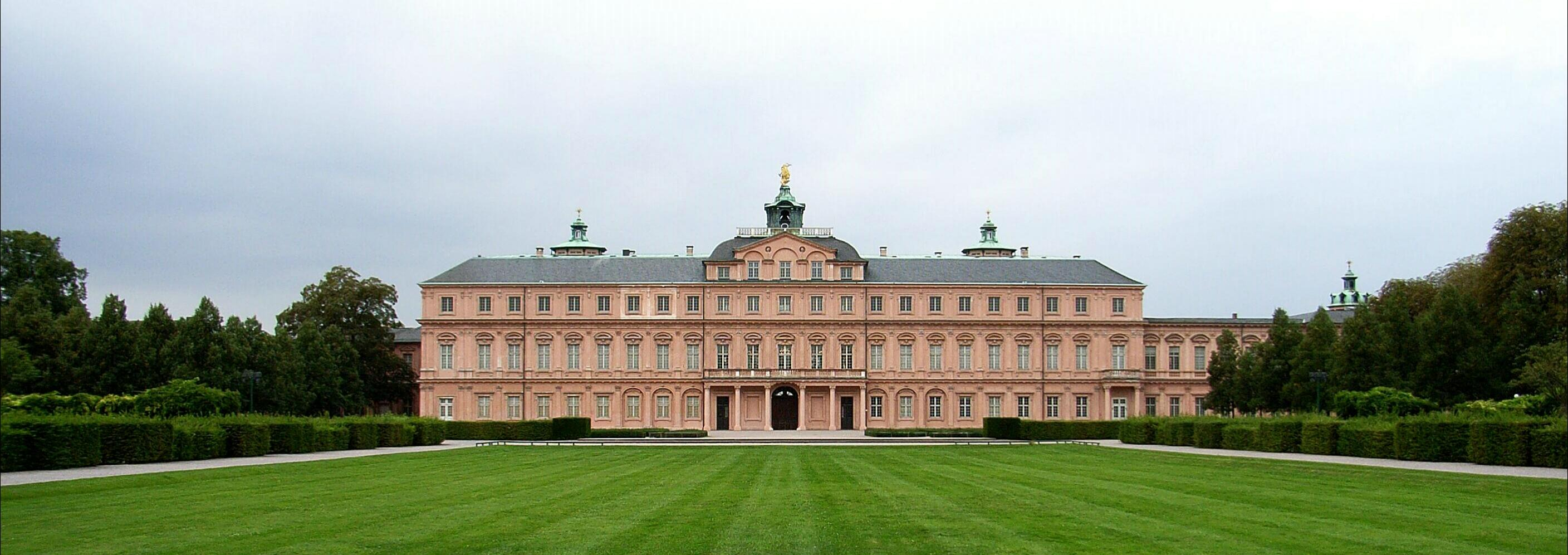
ラシュタット宮殿（庭園側から）

この戦争で、バーデン＝バーデンにあった居城が大きな被害を受けたバーデン＝バーデン辺境伯ルートヴィヒ・ヴィルヘルムは、ラシュタットにある館の場所にバロック様式の宮殿を建築して移転することに決め、1697年に工事を開始した。ラシュタットは工事の間の1700年に都市特権を得て、1705年までに宮殿の移転が完了し、辺境伯の首都として発展した。1714年、スペイン継承戦争の追加的な講和条約であるラシュタット条約がこの都市で締結されている。
しかし、1761年に即位したアウグスト・ゲオルク辺境伯には子どもがなかったため、遺領はバーデン＝ドゥルラハ辺境伯カール・フリードリヒが相続し、ラシュタットは首都としての地位を失った。1798年、フランス革命戦争を終結させるべくラシュタット講和会議が開かれ、ヨーロッパ諸国の使節が訪れたが、講和会議は遅々として進まず、翌1799年に終了した。

## 姉妹都市
- オランジュ、フランス
- ニューブリテン、コネティカット州、アメリカ合衆国
- ファーノ、イタリア
- オストロフ(en)、チェコ
- ウォキング、サリー、イングランド
- エントレ・リオス、アルゼンチン